# Aviónica Tour
Aviónica Tour es el nombre de la próxima gira de conciertos del cantautor catalán Antonio Orozco, prevista en apoyo y promoción a su último disco en el mercado,  Aviónica (publicado en octubre de 2020).

## Fechas
| Primera etapa: 2021              |                          |        |                                                |
| 19 de abril de 2021, 19:00h      | Madrid                   | España | Teatro de La Latina                            |
| 19 de abril de 2021, 21:30h      | Madrid                   | España | Teatro de La Latina                            |
| 20 de abril de 2021, 19:00h      | Madrid                   | España | Teatro de La Latina                            |
| 20 de abril de 2021, 21:30h      | Madrid                   | España | Teatro de La Latina                            |
| 24 de abril de 2021, 17:00h      | Zaragoza                 | España | Sala Mozart-Auditorio                          |
| 24 de abril de 2021, 20:00h      | Zaragoza                 | España | Sala Mozart-Auditorio                          |
| 20 de mayo de 2021, 18:00h       | Sevilla                  | España | Auditorio Cartuja Center CITE                  |
| 20 de mayo de 2021, 22:00h       | Sevilla                  | España | Auditorio Cartuja Center CITE                  |
| 23 de mayo de 2021               | Valencia                 | España | Palau de les Arts Reina Sofía                  |
| 27 de mayo de 2021, 18:00h       | Barcelona                | España | Sant Jordi Club                                |
| 27 de mayo de 2021, 21:30h       | Barcelona                | España | Sant Jordi Club                                |
| 28 de mayo de 2021, 18:00h       | Barcelona                | España | Sant Jordi Club                                |
| 28 de mayo de 2021, 21:30h       | Barcelona                | España | Sant Jordi Club                                |
| 4 de junio de 2021               | Murcia                   | España | Parque Murcia Río                              |
| 12 de junio de 2021              | Torredelcampo            | España | Auditorio del Recinto Ferial                   |
| 19 de junio de 2021              | Calafell                 | España | Annex Pavelló Joan Ortoll                      |
| 24 de junio de 2021              | Badajoz                  | España | Auditorio del Recinto Ferial de Badajoz        |
| 26 de junio de 2021              | Gerona                   | España | Anexo Estadio Montilivi                        |
| 27 de junio de 2021              | Burgos                   | España | Estadio Municipal de El Plantío                |
| 3 de julio de 2021               | Palma de Mallorca        | España | Recinto Trui Son Fusteret                      |
| 9 de julio de 2021               | Alcalá de Henares        | España | Recinto Amurallado Palacio Arzobispal          |
| 10 de julio de 2021              | Almería                  | España | Recinto Ferial de Almería                      |
| 16 de julio de 2021              | Medellín                 | España | Teatro Romano de Medellín                      |
| 17 de julio de 2021              | Priego de Córdoba        | España | Auditorio del Recinto Ferial                   |
| 26 de julio de 2021              | Santander                | España | Campa de la Magdalena                          |
| 30 de julio de 2021              | Cullera                  | España | Auditorio Municipal de Cullera                 |
| 31 de julio de 2021              | San Roque                | España | Plaza de las Constituciones                    |
| 2 de agosto de 2021              | Calella de Palafrugell   | España | Jardins de Cap Roig                            |
| 6 de agosto de 2021              | Guijuelo                 | España | Recinto de Espectáculos de Guijuelo            |
| 8 de agosto de 2021              | Torrevieja               | España | Recinto Era de la Sal                          |
| 9 de agosto de 2021              | Sitges                   | España | Jardines Parc de Terramar                      |
| 12 de agosto de 2021             | Villamuriel de Cerrato   | España | Colegio Público Pradera de la Aguilera         |
| 13 de agosto de 2021             | Herrera del Duque        | España | Plaza de Toros de Herrera del Duque            |
| 15 de agosto de 2021             | Benicàssim               | España | Recinto de Conciertos FIB                      |
| 18 de agosto de 2021             | El Puerto de Santa María | España | Real Plaza de Toros de El Puerto               |
| 20 de agosto de 2021             | Marbella                 | España | Auditorio de Marbella-Starlite                 |
| 21 de agosto de 2021             | Benidorm                 | España | Auditorio Julio Iglesias                       |
| 28 de agosto de 2021             | Huelva                   | España | Plaza de Toros de La Merced                    |
| 31 de agosto de 2021             | Melilla                  | España | Auditorium Carvajal                            |
| 3 de septiembre de 2021          | Córdoba                  | España | Plaza de Toros Los Califas                     |
| 4 de septiembre de 2021          | Navalmoral de la Mata    | España | Ciudad Deportiva                               |
| 9 de septiembre de 2021          | Villarrubia de los Ojos  | España | Auditorio Municipal de Villarrubia de los Ojos |
| 11 de septiembre de 2021         | Oviedo                   | España | Auditorio Príncipe Felipe                      |
| 12 de septiembre de 2021, 18:00h | Cádiz                    | España | Gran Teatro Falla                              |
| 12 de septiembre de 2021, 22:00h | Cádiz                    | España | Gran Teatro Falla                              |
| 13 de septiembre de 2021, 18:00h | Cádiz                    | España | Gran Teatro Falla                              |
| 13 de septiembre de 2021, 22:00h | Cádiz                    | España | Gran Teatro Falla                              |
| 17 de septiembre de 2021         | Granada                  | España | Palacio de Deportes                            |
| 18 de septiembre de 2021         | Mairena del Aljarafe     | España | Recinto Hípico de Mairena del Aljarafe         |
| 24 de septiembre de 2021         | Alicante                 | España | Muelle 12-Puerto de Alicante                   |
| 25 de septiembre de 2021         | Illescas                 | España | Plaza de Toros de Illescas                     |
| 2 de octubre de 2021             | Arnedo                   | España | Arnedo Arena                                   |
| Segunda etapa: 2022              |                          |        |                                                |
| 5 de marzo de 2022               | Peralada                 | España | Casino Castell de Peralada                     |
| 11 de junio de 2022              | Málaga                   | España | Auditorio Municipal Cortijo de Torres          |
| 2 de julio de 2022               | Motril                   | España | Plaza de Toros de Motril                       |
| 21 de julio de 2022              | Elche                    | España | Parking Universidad Miguel Hernández           |
| 23 de julio de 2022              | Berja                    | España | Plaza de Toros de Berja                        |
| 7 de agosto de 2022              | Chiclana de la F.        | España | Poblado de Sancti Petri                        |
| 13 de agosto de 2022             | Puigcerdá                | España | Recinto Summerfest Cerdanya                    |
| 28 de agosto de 2022             | Mérida                   | España | Teatro Romano de Mérida                        |
| 9 de septiembre de 2022          | Sariñena                 | España | Monasterio de la Cartuja de Monegros           |
| 10 de septiembre de 2022         | Albacete                 | España | Recinto VIVA                                   |
| 22 de septiembre de 2022         | Mula                     | España | Estadio José Soriano Chacón                    |
| 30 de septiembre de 2022         | Las Palmas               | España | Institución Ferial de Canarias                 |
| 14 de octubre de 2022            | Sevilla                  | España | Auditorio Rocío Jurado                         |
| 22 de octubre de 2022            | Tarragona                | España | Tarraco Arena Plaza                            |
| 29 de octubre de 2022            | Valladolid               | España | Pabellón Polideportivo Pisuerga                |
| 5 de noviembre de 2022           | Balaguer                 | España | Pavelló Inpacsa                                |
| 19 de noviembre de 2022          | La Coruña                | España | Coliseum da Coruña                             |
| 22 de noviembre de 2022          | Madrid                   | España | WiZink Center                                  |
| 1 de diciembre de 2022           | Barcelona                | España | Palau Sant Jordi                               |
| 17 de diciembre de 2022          | Valencia                 | España | Pabellón Fuente de San Luis                    |